# Franja variable

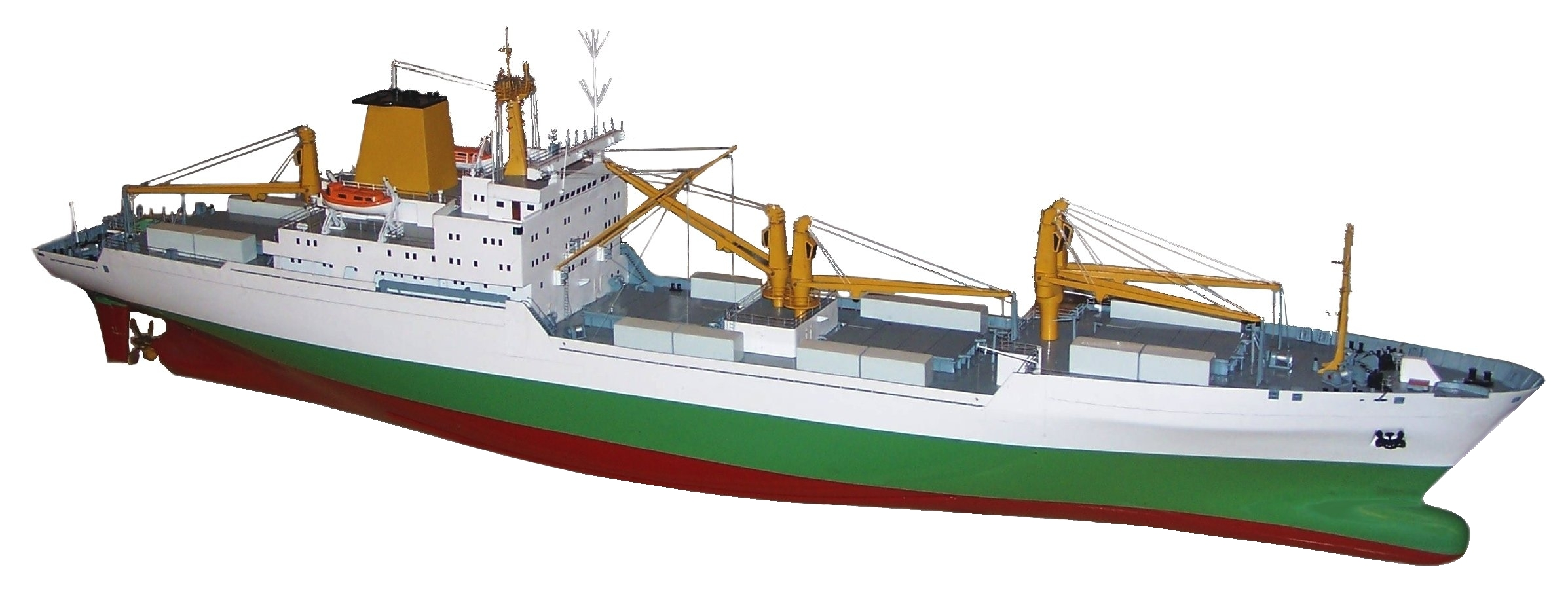
Franja variable en color verde.

En náutica, la Franja variable es la parte de la carena de un buque, que debido a los distintos estados de carga puede estar sumergida o no. En la fotografía, es el sector pintado en color verde.
La franja variable está comprendida entre la máxima flotación (calado máximo) y el calado mínimo. Debido a los múltiples cambios en la condición de carga es la parte más agredida por los agentes corrosivos que afectan al casco de un buque y por tanto reciben un trato de mantenimiento y pintura diferenciados.
- Datos: Q8962677